# Коннозаводство
Коннозаво́дство — разведение лошадей для размножения племенных животных, создания и совершенствования новых пород и типов лошадей.

## История
Наиболее древним племенным животноводством в России было коннозаводство. На Руси с начала XIV века существовали княжеские «стада коневые». Значительное влияние на коннозаводство оказала необходимость использования её в военном деле. Выделяется тип «княжего коня» или «боярской лошади» — тяжёлой кавалерийской лошади для воина, вооруженного тяжёлыми доспехами и соответственно для наряда — артиллерии. Лёгкая кавалерия сидела на подвижных степных конях, на Руси раньше чем в Западной Европе начали осваивать восточную лошадь. В Московский период, в эпоху Ивана III, царское коннозаводство получило хорошее развитие и стало уже перерастать в государственное коннозаводство. В 1496 году при дворе была утверждена должность высшего специалиста по коннозаводству — «конюшего». Конюший стоял во главе специального управления, он руководил почти всеми государственными (царскими) имениями, пользовался доверием великого князя, занимая почётное место в боярской думе. В 1497 году была утверждена должность «ясельничего», который был помощником и заместителем конюшего. Насколько почётна была должность конюшего, видно из того, что на неё был назначен Борис Годунов — родной брат жены царя Фёдора Иоановича, впоследствии Московский царь.
К XVI — XVII веку появляются многочисленные конные дворцовые, монастырские и боярские заводы.
С начала XVII века начинают развиваться государственные, частновладельческие и военные конные заводы, которые в основном выращивали лошадей для нужд армии.
В XIX веке коннозаводство становится частным, государственное постепенно свёртывается. Самым известным в то время стал Хреновской конный завод графа А. Г. Орлова-Чесменского (там был выведен орловский рысак).
В XVII—XIX веках в конных заводах стран Западной Европы были созданы: чистокровная верховая, американская стандартбредная, брабансоны, першероны, ардены.
Известные зарубежные конные заводы: Ньюмаркет, Лаймстон Стад, Уильям Хилл (Великобритания), Буа Руссель, Кетьевиль, Мениль (Франция), Клейборн Фарм, Спейндрафт (США), Градицкий (Германия).

### СССР
19 июля 1918 года — «Декрет о племенном животноводстве» — коннозаводство с этого дня подчинялось интересам развития массового коневодства СССР. Конные заводы снабжали племенными лошадьми государственные заводские конюшни и племенные коневодческие фермы колхозов. 

Совет Народных Комиссаров РСФСР

Декрет от 19 июля 1918 года «О племенном животноводстве»

Ст. 1. Все племенные животные нетрудовых хозяйств объявляются без всякого выкупа общенародным достоянием Российской Социалистической Федеративной Советской Республики.

Ст. 2. Зачисление животных в разряд племенных производится имеющими образоваться местными зоотехническими комиссиями, согласно инструкций Народного Комиссариата Земледелия.

Ст. 3. Все племенные животные должны быть записаны зоотехническими комиссиями в особые книги о племенных животных.

Ст. 4. Записанные в означенных в ст. 3 книгах племенные животные не подлежат реквизиции и поставке в армию по правилам о военно-конской повинности.

Ст. 5. Необходимые для удовлетворения потребностей местного хозяйства племенные животные передаются в распоряжение местных органов Советской власти, необходимые же для удовлетворения потребностей государственного хозяйства - поступают в распоряжение Народного Комиссариата Земледелия.

Ст. 6. Находящиеся в распоряжении как местных органов Советской, так и Центральной власти племенные животные, с разрешения Народного Комиссара Земледелия, могут быть предоставлены в пользование Советов Рабочих и Крестьянских Депутатов, земледельческих коммун, учреждений, обществ или отдельных граждан, а также для правильного и равномерного улучшения животноводства переведены из одной местности в другую.

Ст. 7. Получившие в своё распоряжение или пользование племенных животных Советы Рабочих и Крестьянских Депутатов, коммуны, общества, учреждения и частные лица обязаны сохранить их и пользоваться в соответствии с их назначением.

Ст. 8. Организация хозяйств, заводов и разного вида рассадников племенного животноводства производится Народным Комиссариатом Земледелия, а также, в соответствии с изданными им инструкциями, местными земельными отделами Советов Рабочих и Крестьянских Депутатов.

Председатель Совета Народных Комиссаров В. Ульянов (Ленин)

Управляющий Делами Совета Народных Комиссаров В. Бонч-Бруевич
К концу 1923 года на территории РСФСР действовали уже 111 государственных конных заводов. На 1 января 1935 года в Союзе ССР имелось 100 конных заводов с поголовьем в 104 610 голов.
В конце 1940-х годов в Союзе насчитывалось 160 государственных конных заводов, объединяемых трестами по территориальному принципу, 147 государственных конюшен, 63 государственных племенных рассадника, более пяти тысяч конеферм колхозов и совхозов, около 100 ипподромов, ВНИИ коневодства с пятью зональными станциями.
В конных заводах Союза ССР были выведены: русская рысистая, будённовская, терская, кустанайская, новокиргизская, советский и русский тяжеловозы, торийская.

## Основные понятия и термины
- Конные заводы — племенные хозяйства, на которых разводят лошадей одной или нескольких пород.
- Заводские породы лошадей — породы, у которых племенное ядро разводится в конных заводах.
- Племенное ядро породы — часть породы с наиболее ценным генофондом.
- Племенная лошадь — лошадь, у которой происхождение подтверждается записью в Государственной Племенной Книге соответствующей породы.
- Производящий состав — жеребцы-производители и конематки, которые используются для производства потомства.
- Централизованный племенной учёт — база данных на племенных лошадей основных пород лошадей, разводимых в Российской Федерации — России.
- Племенное животноводство — разведение племенных животных, производство и использование племенной продукции (материала) в селекционных целях;
- Племенное животное — сельскохозяйственное животное, имеющее документально подтвержденное происхождение, используемое для воспроизводства определенной породы и зарегистрированное в установленном порядке;
- Племенная продукция (материал) — племенное животное, его семя и эмбрионы;
- Организация по племенному животноводству — юридическое лицо, осуществляющее разведение племенных животных, производство и использование племенной продукции (материала) в селекционных целях, а также оказание услуг в области племенного животноводства;
- Бонитировка — оценка племенных и продуктивных качеств племенного животного, а также качеств иной племенной продукции (материала) в целях их дальнейшего использования;
- Племенная ценность — уровень генетического потенциала племенного животного и влияние данного генетического потенциала на хозяйственно полезные признаки потомства;
- Продуктивность племенных животных — совокупность хозяйственно полезных признаков племенных животных, в том числе качество получаемой от них продукции;
- Чистопородное разведение племенных животных — разведение племенных животных одной породы в целях консолидации и типизации присущих этой породе признаков;
- Малочисленная (генофондная) порода — группа редко встречающихся животных определенной породы, отличающихся генетико-селекционными особенностями и находящихся под угрозой исчезновения;
- Государственная регистрация племенных животных и племенных стад — учёт сведений о племенных животных и племенных стадах соответственно в государственной книге племенных животных и государственном племенном регистре в целях идентификации, определения происхождения и установления продуктивности племенных животных и племенных стад;
- Государственная книга племенных животных — свод данных о наиболее ценных в определенной породе племенных животных или о племенных стадах, полученных в результате чистопородного разведения племенных животных;
- Государственный племенной регистр — свод данных о племенных стадах;
- Племенное свидетельство — документ, подтверждающий происхождение, продуктивность и иные качества племенного животного, а также происхождение и качество семени или эмбриона;
- Мечение — обозначение племенного животного посредством нанесения номера-татуировки, тавра, закрепление бирки, которое позволяет точно идентифицировать соответствующее племенное животное.
- Племенной завод — организация по племенному животноводству, располагающая стадом высокопродуктивных племенных животных определенной породы и использующая чистопородное разведение племенных животных.

## Учебные заведения
Специалистов по коннозаводству готовил:
- в СССР, Московский зоотехнический институт коневодства и коннозаводства (МЗИКК) образован на основании Постановления Совета Народных Комиссаров СССР от 02 сентября 1931 года за № 765 с местом расположения в посёлке Голицыно и селе Успенское, Одинцовского района, Московской области, где находился до закрытия в 1937 году.

## Государственные племенные рассадники (адрес)
В СССР, в 1940 году были Государственные племенные коневодческие рассадники, по породам:
- Ахалтекинская (г. Мары, Туркменской ССР);
- Брабансон (п/о. Починки, Горьковской обл.; п/о. Лида, Лидского района, Мордовской АССР);
- Брабансон и клейдесдаль (г. Гаврилов Посад, Ивановской обл.);
- Донская (г. Сальск, Ростовской обл.);
- Кабардинская (г. Нальчик, Кабардино-Балкарской АССР);
- Карачаевская (г. Кисловодск, аул Первомайский, Орджоникидзевского края), ГПР;
- Русский рысак (с гнёздами русско-американского) — п/о. Куракино, Орловской обл.);
- Русско-американский рысак (с гнёздами русского рысака) (г. Ульяновск, Куйбышевской обл.);
- Першерон (ст. Таловая, Воронежской обл.);